# 黃廷師
黄廷师（？—？），字惟经，號调雨，福建泉州府晉江縣人。

## 生平
万历四十三年（1615年）乙卯科福建乡试举人，四十七年（1619年）己未科進士，吏部觀政，初授江西进贤县知县，天啓元年本省同考，改武昌府儒學教授，五年升國子監博士，六年擢户部雲南司主事，管海運倉，榷九江钞关。
崇祯二年復除户部主事，三年丁憂，六年補兵部职方司主事，管山海关。后仕至湖广兵巡道佥事。明亡仕清，顺治九年任广西苍梧兵巡道副使，十一年升任光禄寺卿。
崇祯元年撰有《驱夷直言》，称耶稣为'寮氏'，钉以十字刑架，实为罪鬼，假说死后复生，于是诸国崇奉十字刑架，轻生敢死，虽赴汤蹈火亦所甘心。说寮氏的信徒四处攻略它国，袭五国而设五院。“嘉靖初年，此番潜入吕宋，与酋长阿牛胜诡借一地，托名贸易，渐诱吕宋土番各从其教，遂吞吕宋，皆以天主之说摇惑而并之也。”天主之说不仅荒谬，而且佐以邪术，“凡国内之死者，皆埋巴礼院内，候五十年，取其骨化火，加以妖术，制为油水，分五院收贮。有入其院者，将油抹其额，人遂痴痴然顺之”；不仅邪术制人，而且辅以酷法，有番女忏悔者，“或罚在院内洒扫挑水，或罚在院内奉侍寮氏，则任巴礼（即神父，闽南语音译）淫之矣”，“至若骗男人解罪，则用白布长衣，自头面罩至脚下，用小索五六条，其索尾系以铁钉，勒令人自打于背上，血出满地，押遍五院乃止”。西班牙殖民吕宋的种种罪恶已转移算在了天主教头上。
进士光禄寺卿黄廷师墓在南门外三十二都小桥乡，土名橄榄产山，即佳鉴山。。

## 家族
曾祖黄國用。祖父黄社。父黄道焕，號參陵，封承德郎。